# Hélter Duarte
Hélter Mendes de Mesquita e Duarte, mais conhecido como Hélter Duarte (Goiânia, 25 de setembro de 1970), é um jornalista, apresentador de televisão e repórter brasileiro.

## Biografia
Trabalhando na rádio desde os 12 anos, formou-se em jornalismo na Universidade Federal de Goiás, em 1991. Ainda na faculdade montou com os amigos um programa na rádio da UFG. Em 1988, na TV Brasil Central, começou a se destacar como repórter e foi chamado, pouco tempo depois, para ingressar na TV Anhanguera, afiliada da Rede Globo. Logo foi chamado para apresentar telejornais, inicialmente no Bom Dia Goiás e mais tarde no Jornal Anhanguera - 2ª Edição.
Em sequência, Hélter transferiu-se para a TV Globo Nordeste no Recife, onde ficou por mais cinco anos, sempre apresentando e ao mesmo tempo fazendo reportagens. Seis meses depois, ele colocaria sua primeira reportagem no Jornal Nacional.
Mudou-se então para o Rio de Janeiro e participou de coberturas como a morte de Tim Lopes e o massacre na escola em Realengo. Lá, foi apresentador fixo do Bom Dia Rio e RJTV e eventual do Brasil TV.
Em 2012 trocou de função com o repórter Flávio Fachel e foi ser correspondente em Nova York. Nos EUA, Hélter também fez coberturas como o furacão Sandy e o Óscar.
Em 2016, Hélter retornou ao Brasil como repórter no Rio de Janeiro e apresentador eventual do RJTV.